# Julie Uhre
Julie Uhre (født 7. april 2004 i Tjæreborg) er en cykelrytter fra Danmark, der kører for Team SCC Women Elite.

## Karriere
Ved DM i landevejscykling 2020 og 2021 vandt Julie Uhre U19-bronze i enkeltstart.
Fra starten af 2022-sæsonen skiftede hun fra Give Cykelklub til det franske N1-hold Team Macadam’s Cowboys & Girls. Her blev hun holdkammerat med danske Mille Troelsen. Efter én sæson forlod de igen det franske hold.

## Privat
Julie Uhre er barn af Søren og Solveig Uhre. Hendes storebror Frederik Uhre er også cykelrytter, og kørte i 2022 for Team Give Elementer. 
I starten af februar 2022, godt to måneder før hendes 18 års fødselsdag, fødte Julie Uhre en datter. Graviditeten blev opdaget fire dage før fødslen, og Uhre havde derfor været gravid under flere cykelløb og træningslejre, ligesom barnet heller ikke var blevet opdaget under flere fysiske test.